# Проспект Ветеранов (станция метро)
«Проспе́кт Ветера́нов» — станция Петербургского метрополитена, южная конечная на Кировско-Выборгской линии.
Движение на новом участке было открыто 5 октября 1977 года (с закрытием изначально временной единственной в истории Петербургского метрополитена наземной открытой станции «Дачное») после окончания торжественного митинга, состоявшегося на станции «Ленинский проспект». Станция названа в честь расположенной вблизи одноимённой городской магистрали.
Самая загруженная станция Петербургского метрополитена и России. Из-за этого, в случае продления Кировско-Выборгской линии за неё, существует угроза появления т. н. «эффекта Выхино»: на станцию едут жители всего Красносельского и южной части Кировского районов, заполняя вагоны настолько, что на станциях от «Ленинского проспекта» до «Балтийской» людям не сесть в поезда. В связи с этим для разгрузки станции и линии в целом строится и проектируется Красносельско-Калининская линия, трасса которой пройдет практически параллельно Кировско-Выборгской линии, однако, поскольку первая очередь Красносельско-Калининской линии будет состоять из двух станций, это не решит вопроса загруженности.

## Наземные сооружения
Из-за мелкого заложения на станции отсутствуют эскалаторы. Павильоны отсутствуют, входы на станцию совмещены с подуличными пешеходными переходами:
1. На бульвар Новаторов в сторону Дачного проспекта.
2. На бульвар Новаторов в сторону улицы Танкиста Хрустицкого и проспекта Ветеранов.

## Подземные сооружения
«Проспект Ветеранов» — колонная станция мелкого заложения (глубина ≈ 8 м). Наряду со станцией «Ленинский проспект» является самой мелкой станцией в городе. Подземный зал сооружён по проекту архитектора В. Г. Хильченко и инженера С. П. Щукина. Как и станция «Ленинский проспект» — представитель немногочисленных в Петербургском метрополитене станций «московского типа» или «сороконожек» (колонных станций мелкого заложения с упрощённым оформлением подземного зала). Кроме того, это одна из немногих в городе станций метро без эскалаторов.
Стиль оформления — мемориальный, что соответствует названию станции. Колонны отделаны чёрным лабрадоритом и серым мрамором (крайние колонны), пол — серым гранитом, чёрным лабрадоритом с латунными вставками. Металлическими профилями выделены рёбра колонн. Путевые стены станции облицованы золотистым мрамором «газган». Вскоре после ввода станции в эксплуатацию над входами были установлены выполненные в чеканном металле горельефы на тему истории СССР, начиная с выстрела «Авроры» (скульпторы П. А. Якимович и А. И. Сиренко).

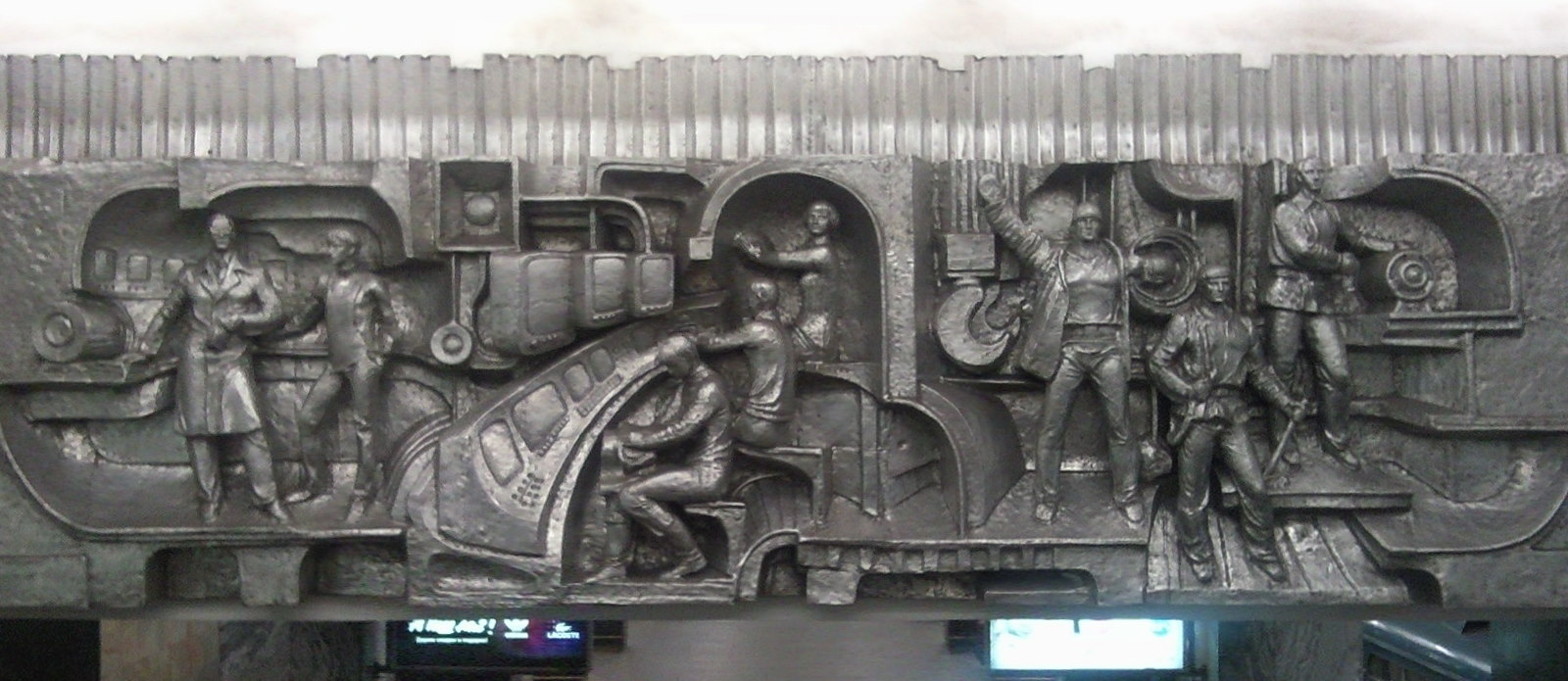
Горельеф над западным входом
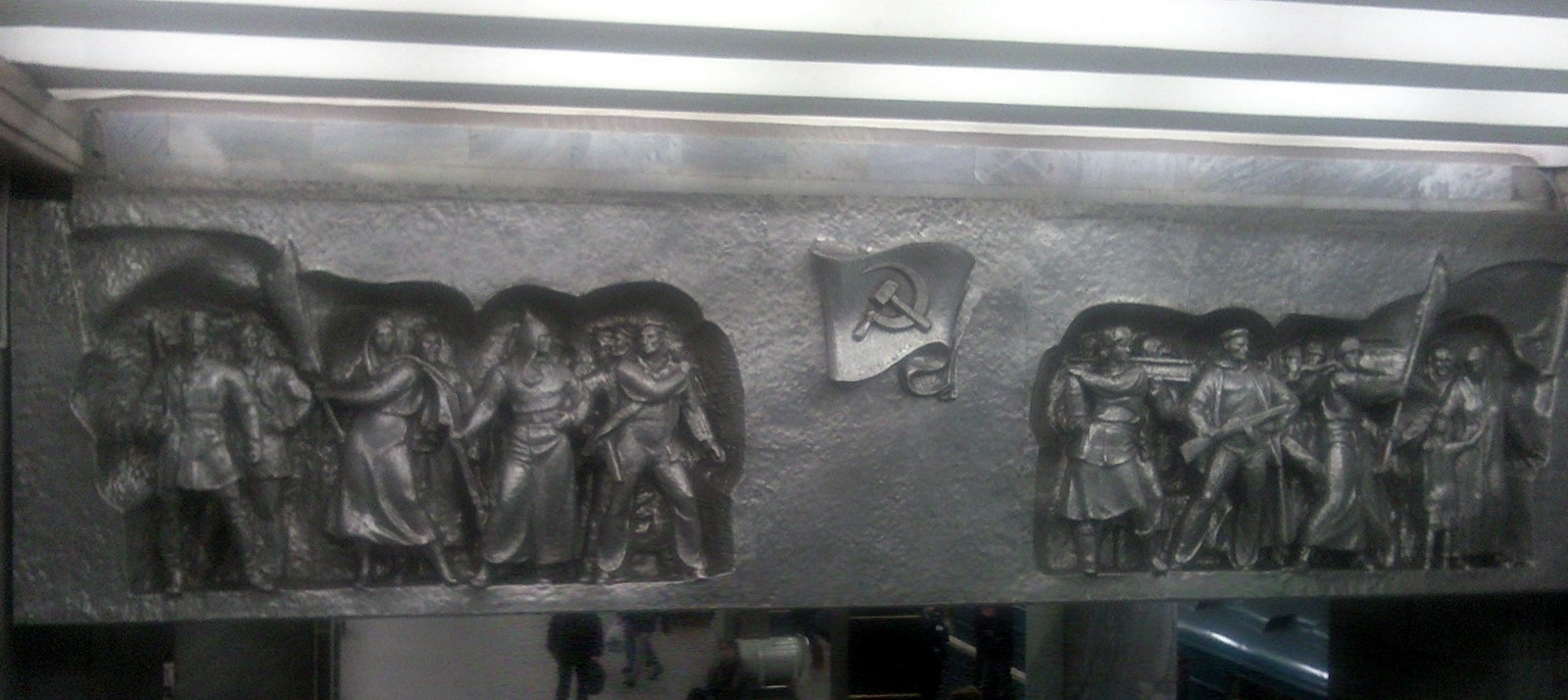
Горельеф над восточным входом

## Путевое развитие
За станцией находится шестистрелочный оборотный тупик, в перспективе предполагающий ликвидацию в случае продления Кировско-Выборгской линии по вилочной схеме — к проспекту Маршала Жукова и аэропорту Пулково и далее за него. 
Из-за угрозы появления т. н. «эффекта Выхино» (когда посадка на поезд на одной станции делает невозможной посадку пассажиров на следующих станциях) вследствие утраты «Проспектом Ветеранов» статуса конечной, существует скептическое отношение к перспективе продления линии за «Проспект Ветеранов».
Ранее на III и IV станционных путях находился пункт технического обслуживания (ПТО).

## Наземный транспорт

### Автобусные маршруты

#### Городские
| №    | Пересадки                                    | Конечный пункт 1               | Конечный пункт 2                  |
| ---- | -------------------------------------------- | ------------------------------ | --------------------------------- |
| 52   | —                                            | Дачное                         | улица Бурцева                     |
| 68   | —                                            | Дачное                         | ЛЭМЗ                              |
| 68А  | —                                            | Дачное                         | Ленино                            |
| 81   | Дачное Горелово                              | Счастливая улица               | посёлок Торики                    |
| 82Э  | Аэропорт                                     | Пулково                        | Проспект Ветеранов                |
| 88   | —                                            | проспект Маршала Жукова        | Проспект Ветеранов                |
| 89   | Ульянка                                      | проспект Маршала Жукова        | Проспект Ветеранов                |
| 103  | —                                            | Старый Петергоф                | Ленинский проспект                |
| 130  | Сосновая поляна Ленинский проспект           | проспект Маршала Жукова Лигово | Московская                        |
| 145  | Автово                                       | Кировский завод (А/С)          | Красное Село, Октябрьская улица   |
| 145Б | Автово                                       | Кировский завод (А/С)          | Красное Село, Геологическая улица |
| 145Э | Автово                                       | Кировский завод (А/С)          | Красное Село, Октябрьская улица   |
| 160  | —                                            | Счастливая улица               | микрорайон «Балтийская Жемчужина» |
| 162  | Стрельна                                     | Новый Петергоф                 | Проспект Ветеранов                |
| 195  | —                                            | Счастливая улица               | Южное кладбище                    |
| 203  | —                                            | проспект Маршала Жукова Лигово | Проспект Ветеранов                |
| 241  | Пролетарская Дунайская Звёздная              | улица Грибакиных               | Проспект Ветеранов                |
| 242  | —                                            | улица Генерала Кравченко       | Проспект Ветеранов                |
| 246  | Ленинский проспект Московская Проспект Славы | проспект Маршала Жукова Лигово | Купчино                           |
| 256  | Ульянка Ленинский проспект Звёздная          | проспект Маршала Жукова        | Купчино                           |
| 265  | —                                            | Дачное                         | проспект Маршала Жукова Лигово    |
| 284  | —                                            | Сергиево                       | Проспект Ветеранов                |
| 297  | —                                            | Дачное                         | проспект Маршала Жукова Лигово    |
| 329  | —                                            | Петергоф, Университет          | Проспект Ветеранов                |
| 343Э | —                                            | Ораниенбаум I                  | Проспект Ветеранов                |
| 345  | —                                            | Дачное                         | Горелово, Колобановская улица     |

#### Пригородные
| №    | Пересадки | Конечный пункт 1   | Конечный пункт 2 |
| ---- | --------- | ------------------ | ---------------- |
| 181  | Горелово  | Проспект Ветеранов | Новоселье        |
| 486  | Стрельна  | Проспект Ветеранов | Кипень           |
| 632  | —         | Проспект Ветеранов | Терволово        |
| 635  | Сергиево  | Проспект Ветеранов | Новоселье        |
| 639А | —         | Ленинский проспект | Гостилицы        |
| 842  | —         | Автово             | Кингисепп        |
| 851  | Сланцы    | Автово             | Сланцы           |

### Троллейбусные маршруты
| №  | Пересадки                                    | Конечный пункт 1       | Конечный пункт 2      |
| -- | -------------------------------------------- | ---------------------- | --------------------- |
| 20 | Автово Кировский завод                       | Авангардная улица      | Нарвская              |
| 29 | Московская Ленинский проспект Проспект Славы | Сортировочная          | улица Солдата Корзуна |
| 37 | —                                            | улица Пионерстроя      | Проспект Ветеранов    |
| 44 | Ленинский проспект Электросила               | Авангардная улица      | Московские Ворота     |
| 46 | Ленинский проспект                           | Троллейбусный парк № 1 | Сергиево              |

## Загруженность
По данным рекламного агентства «Проспект», станцией ежедневно пользуются около 84 тысяч человек (суммарная проходимость через оба входа/выхода). Ежемесячно станцией пользуются 2 528 263 человек.

## Особенности проекта и станции
- Первоначально станцию хотели назвать по нынешнему Дачному проспекту (на тот момент он именовался улицей III Интернационала, так же предполагалось назвать станцию)[15].
- При строительстве тоннелей со стороны станции «Ленинский проспект» применялись клееболтовые стыки повышенной прочности в тоннелях. Тоннели прошли под бульваром Новаторов[15].
- На самом деле станция находится в стороне от проспекта Ветеранов (≈ 210 м), располагаясь вдоль бульвара Новаторов. Другие станции Петербургского метрополитена, как правило, строились непосредственно у соседствующих крупных магистралей.
- Таблица времени прохождения первого поезда через станцию[16]:

|                                        | По чётным числам | По нечётным числам |
| В сторону станции «Ленинский проспект» | 5:52             | 5:43               |
| В тупик                                | 5:56             | 5:56               |

## Ремонт вестибюлей
С 3 октября 2007 года был закрыт лестничный спуск в вестибюль 1 по чётной стороне бульвара Новаторов в связи с производством работ по строительству пешеходной зоны. Вестибюль 2 закрывался частично. Первый этап работ был завершён 31 января 2008 года. К 2011 году все работы были завершены.

## Капитальный ремонт путевых стен
В период с 20 декабря 2023 года по 30 сентября 2025 года на станции ведётся капитальный ремонт путевых стен.

## Галерея

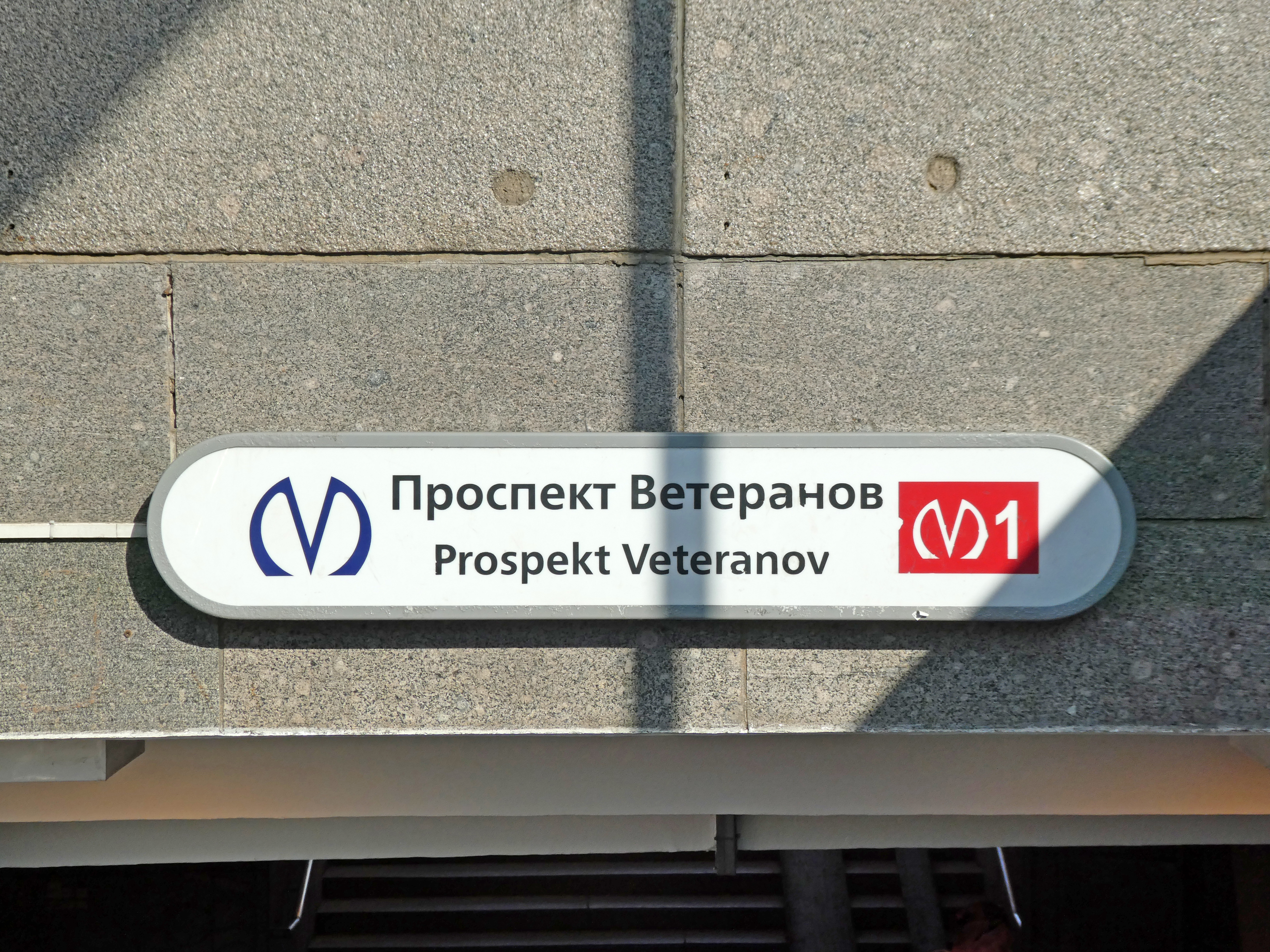
Название станции на подземном переходе
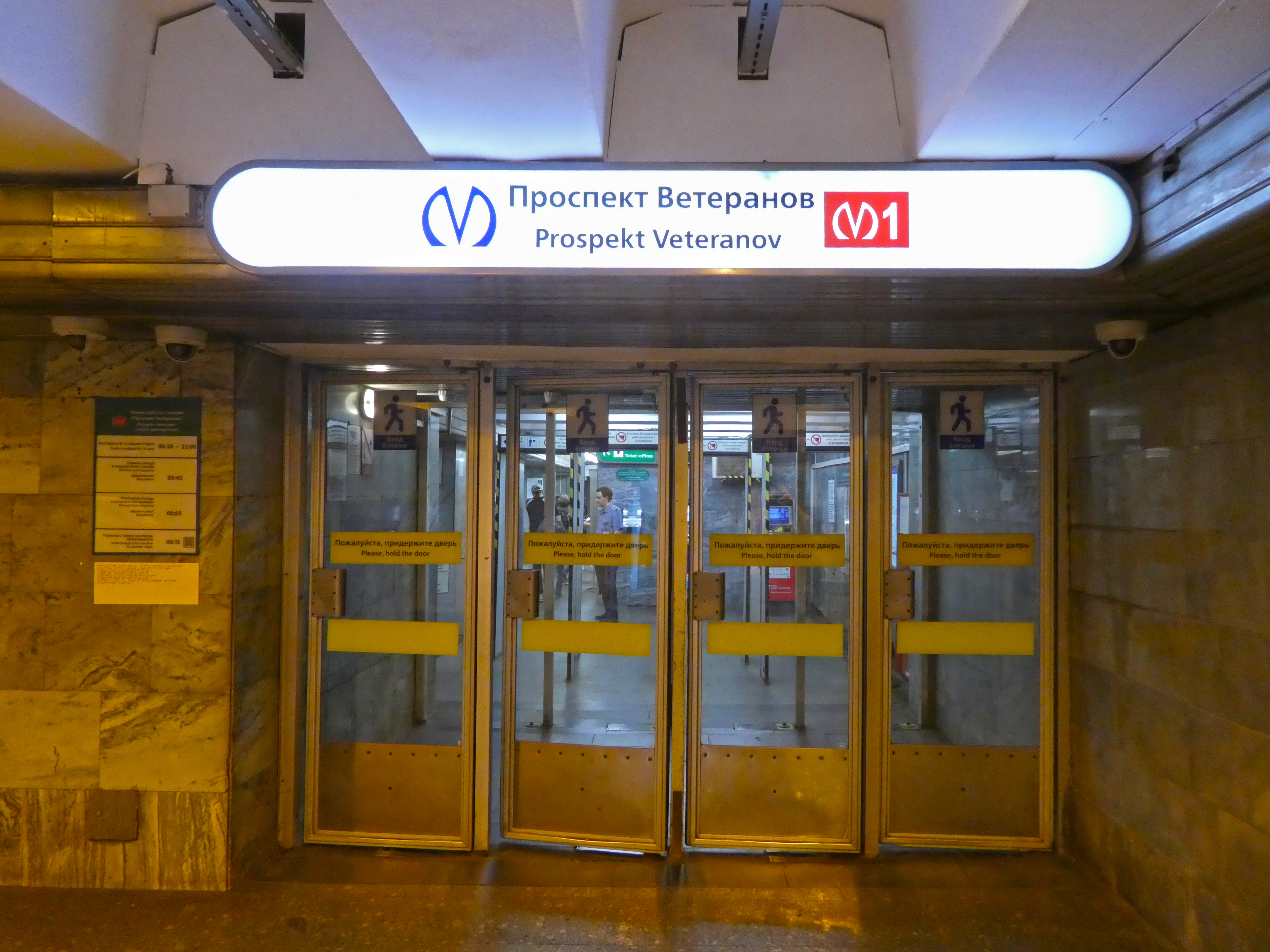
Вход в восточный вестибюль
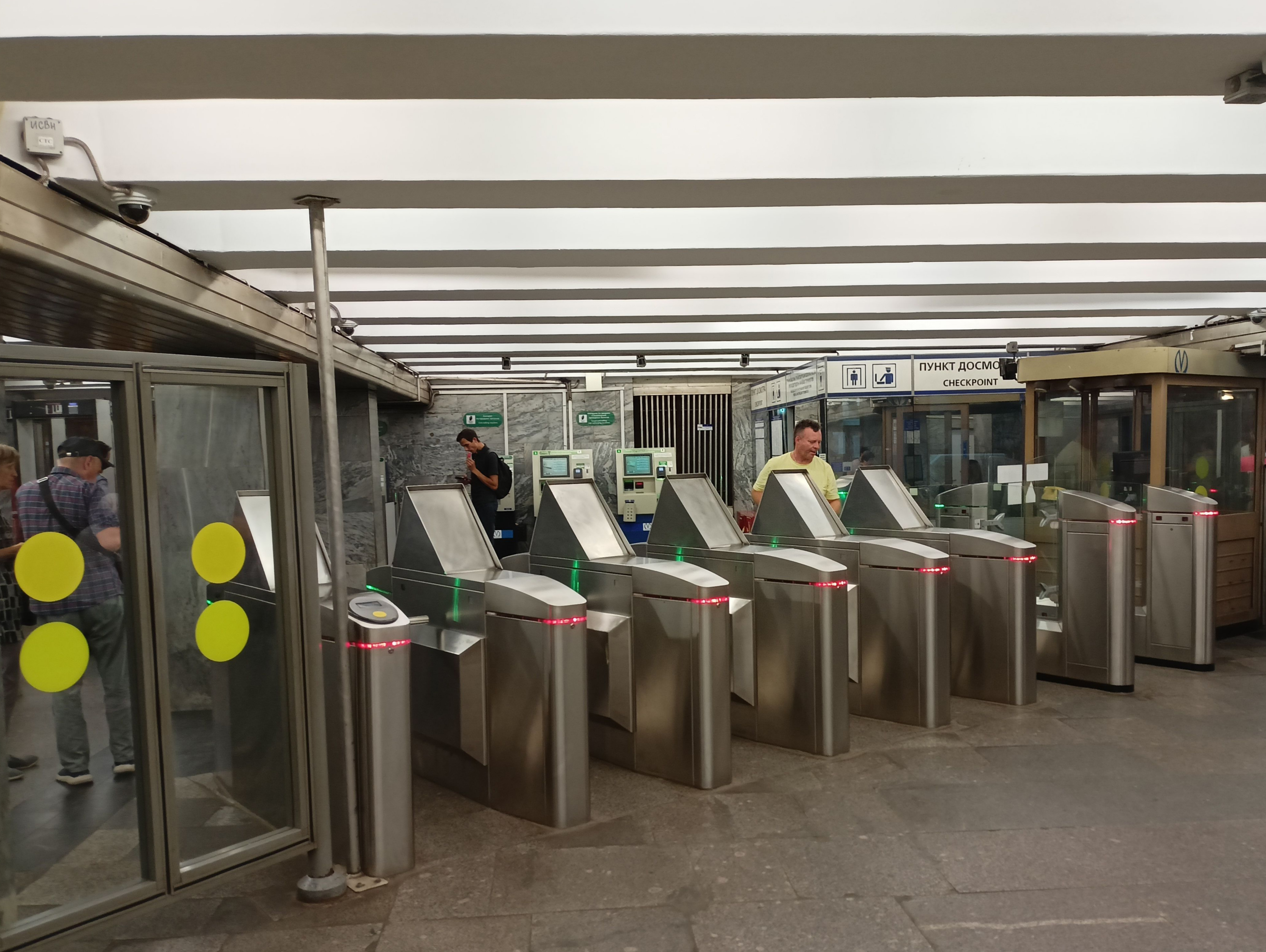
Турникеты в восточном вестибюле